# NGC 4975
NGC 4975 este o galaxie lenticulară situată în constelația Fecioara. A fost descoperită în 19 februarie 1830 de către John Herschel. Se află la o distanță de 60,26 de megaparseci de Pământ.